# Johannes Stumpf
Pour les articles homonymes, voir Stumpf.

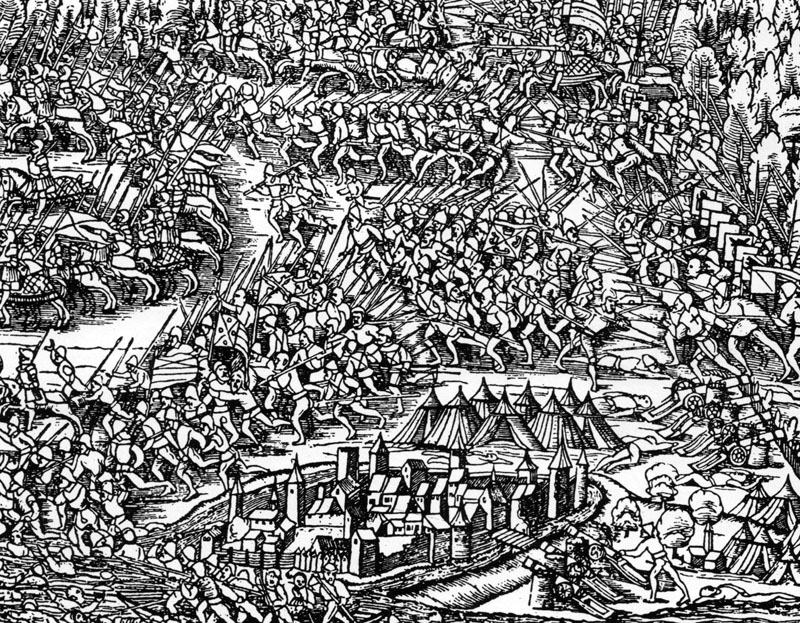
La bataille de Morat.
Détail d'une gravure parue dans la Chronique de Stumpf.

Johannes Stumpf, né le 23 avril 1500 et mort en 1578, est un historien, théologien, chroniqueur et topographe suisse. Il eut un rôle important lors de la Réforme et écrivit la chronique qui porte son nom. 

## Biographie
Né à Bruchsal, près de Karlsruhe, il fait ses études dans plusieurs villes, à Bruchsal, Strasbourg et Heidelberg. En 1520, il entre dans l'ordre des chevaliers de Saint-Jean, qui l'envoie l'année suivante à Fribourg-en-Brisgau. Il devient prêtre à Bâle et, en 1522, il est nommé précepteur à Bubikon au nord de Rapperswil. Il participe à la première guerre de Kappel en 1529.
En 1529, il se marie avec la première de ses quatre femmes, une fille de Heinrich Brennwald, auteur d'un ouvrage sur l'histoire suisse. Brennwald transmet à Stumpf la passion de l'histoire et le pousse à faire des études en ce sens. Stumpf se lance alors dans de vastes recherches, entreprenant divers voyages pour rassembler des récits historiques. En 1544, il se rend à Engelberg, puis en Valais, auquel il consacre une part importante de ses travaux. Le fruit de son travail, terminé aux alentours de 1546, est publié en 1548 à Zurich dans un gros folio de 934 pages, orné de fines gravures, de dessins héraldique et de cartes. L'ouvrage est publié sous le titre Gemeiner loblicher Eydgnoschafft Stetten, Landen und Voelckeren Chronick wirdiger thaaten Beschreybung. Un extrait intitulé Schwytzer Chronika paraît en 1554. Plusieurs éditions augmentées de nouvelles planches sont publiées à titre posthume en 1586 et en 1606. 
Lorsqu'il se convertit au protestantisme, Stumpf emmena avec lui la plupart de ses fidèles. Il fut pasteur à Bubikon jusqu'en 1543. Il se rendit ensuite à Stammheim où il poursuivit son travail, puis se retira à Zurich où il fut nommé bourgeois en 1548. Il prit sa retrait et mourut en 1576. 
Stumpf est également l'auteur d'un monographe consacré à Henri III du Saint-Empire (1556) et d'une compilation en vers sur les cantons suisses.